# Йожеф Надь (1892)
Йожеф Надь (угор. Nagy József, нар. 15 жовтня 1892, Будапешт — пом. 22 січня 1963, Будапешт) — угорський футболіст, що грав на позиції півзахисника. По завершенні ігрової кар'єри — тренер.
Виступав, зокрема, за клуб МТК (Будапешт).
Володар Кубка Мітропи (як тренер).

## Ігрова кар'єра
У дорослому футболі дебютував виступами за команду клубу «Бочкаї».
У 1918 році перейшов до клубу МТК (Будапешт), за який відіграв 3 сезони. У складі МТК був одним з головних бомбардирів команди, маючи середню результативність на рівні 0,36 голу за гру першості. Завершив професійну кар'єру футболіста виступами за команду МТК у 1921 році.

## Кар'єра тренера
Розпочав тренерську кар'єру невдовзі по завершенні кар'єри гравця, 1922 року, очоливши тренерський штаб шведського клубу «Слейпнер».
У 1924 році став головним тренером збірної Швеції, яку тренував три роки.
У сезоні 1927-28 тренував угорську команду «Аттіла», з якою посів останнє місце у чемпіонаті, але дістався фіналу кубка Угорщини.
Згодом протягом 1929–1932 років очолював тренерський штаб клубу «Про Верчеллі».
У 1932 році прийняв пропозицію попрацювати у клубі «Болонья». Залишив болонську команду у 1933 році.
Згодом, протягом одного року був головним тренером команди «Дженоа».
У 1934 році знову запрошений очолити збірну Швеції, яку згодом очолював і у 1938 році.
У сезоні 1934-35 у 15 матчах був тренером угорського клубу «Бочкаї».
У 1943 році став головним тренером команди «Гетеборг», тренував команду з Гетеборга п'ять років.
Протягом тренерської кар'єри також очолював команди клубів «ІФК Мальме», «ІФК Уддевалла», «Браге», «Реймерсгольм», «Отвідабергс ФФ» та «Уддевольд», а також входив до тренерського штабу клубу «Лаціо».
Останнім місцем тренерської роботи був клуб «Карлстад», головним тренером команди якого Йожеф Надь був з 1957 по 1959 рік.
Помер 22 січня 1963 року на 71-му році життя у місті Будапешт.

## Титули і досягнення

### Як тренера
- Володар Кубка Мітропи (1):

«Болонья»: 1932
- Бронзовий олімпійський призер: 1924